# 1996年2月逝世人物列表
1996年逝世人物列表：1月 - 2月 - 3月 - 4月 - 5月 - 6月 - 7月 - 8月 - 9月 - 10月 - 11月 - 12月
1996年2月逝世人物列表，是用於匯總1996年2月期間逝世人物的列表。

## 依日期排序

### 1日
- 阿德爾·阿德姆，67歲，埃及電影演員，死於肺炎。
- 谢尔盖·阿加诺夫，78歲，蘇聯/俄羅斯工程部隊元帥。
- 本尼·布朗，42歲，美國田徑運動員，奧運冠軍[1]
- 雷·克勞福德，80歲，二戰期間的美國戰鬥機王牌和賽車手。
- 凱文威廉姆斯，38歲，美國國家橄欖球聯盟的橄欖球運動員[2]

### 2日
- 塞爾韋斯特·布勞恩，87歲，波蘭攝影師和軍官。
- 沙姆斯·卡爾漢尼，87歲，美國動畫師和導演。[3]
- 弗雷德·S·凱勒，97歲，美國心理學家，實驗心理學先驅。[4]
- 金·凱利，83歲，美國演員[5]
- 弗農·尼科爾斯，78歲，英國主教。
- 李沛瑤，62歲，中國政治家，被殺。
- 柴田南雄，79歲，日本作曲家和音樂學家。[6]
- 艾琳·唐，76歲，美國女演員。
- 穆菲德·伊爾汗，84歲，土耳其市長。

### 3日
- 愛德華·亞當森，84歲，英國藝術家和藝術收藏家。[7]
- 拉裡·艾格納，68歲，美國詩人。[8]
- 居伊·吉爾，57歲，法國電影導演[9]
- 博若·格尔基尼奇，82歲，南斯拉夫水球運動員和教練。[10]
- 奧黛麗·梅多斯，73歲，美國女演員和銀行家[11]

### 4日
- 格裡·布蘭德，89歲，南非橄欖球運動員。
- 威拉德·S·科廷，90歲，美國政治家。[12]
- 曼紐爾·法布雷加斯，74歲，西班牙裔墨西哥演員、電影導演和電影製片人。[13]
- 約翰·雨果·勞登，90歲，荷蘭商人，荷蘭皇家殼牌公司首席執行官。
- 拉克什曼·辛格，85歲，印度童子軍領袖。

### 5日
- 賈南德里亞·加瓦澤尼，86歲，義大利音樂家。[14]
- 小國英雄，91歲，日本編劇。[15]
- 羅伯托·拉維奧拉，56歲，義大利漫畫家，死於胰腺癌。
- 林清祥，62歲，新加坡政治家，心臟病發作而死。
- 安東尼奧·魯伊斯·索勒，74歲，西班牙舞蹈家和編舞家。[16]
- 泰德·泰森，86歲，澳大利亞足球運動員。
- 加里·澤勒，48歲，美國籃球運動員。[17]

### 6日
- 盧瑟福·H·阿德金斯，71歲，美國軍事飛行員，二戰期間塔斯基吉飛行員。
- 蓋伊·麥迪森，74歲，美國演員[18]
- 鮑勃·蒙克里夫，80歲，美國棒球運動員。[19]
- 蕾妮·羅伯茨，87歲，英國女演員。
- 帕齊·斯馬特，77歲，英國女演員。
- 雅克·韋特海默，84歲，法國商人。

### 7日
- 利季婭·楚科夫斯卡婭，88歲，蘇聯/俄羅斯作家、詩人、編輯、公關人員和持不同政見者。[20]
- I.K.大郎，65歲，奈及利亞Jùjú音樂家。[21]
- 菲力浦·大衛森，80歲，美國中將。
- 芭芭拉·漢密爾頓，69歲，加拿大女演員，死於乳腺癌。
- 呂西安·梅納德，87歲，加拿大政治家。
- 羅伯特，奧地利埃斯特大公，80歲，奧地利王子和奧地利埃斯特大公。
- 鮑里斯·柴可夫斯基，70歲，蘇聯和俄羅斯作曲家。[22]
- 派特·韋斯特，72歲，美國橄欖球運動員。
- 恩斯特·伍思魏因，86歲，德國神學家。

### 8日
- 李国平，85歲，数學家，中国科學院院士。
- T.J.坎皮恩，77歲，美式橄欖球運動員。[23]
- 馬塞爾·卡佩勒，91歲，法國足球運動員。
- 默瑟艾靈頓，76歲，美國音樂家，作曲家和編曲家[24]
- 德爾·恩尼斯，70歲，美國棒球運動員[25]
- 李升基，90歲，朝鮮化學家。
- 布魯諾·驃騎兵，84歲，埃及牧師。[26]
- 西亞瓦什·卡斯萊，68歲，伊朗詩人、文學評論家和小說家。
- 何塞·波伊，69歲，阿根廷足球運動員和經理。
- 菲利斯·施瓦茨，71歲，美國女權主義作家。[27]
- 德里克·沃洛克，76歲，英國天主教主教和利物浦大主教[28]

### 9日
- 奇蒂·巴布，59歲，印度音樂家。
- 喬治·特雷維良爵士，89歲，英國男爵，新時代運動的創始人。[29]
- 阿道夫·博徹斯，82歲，第二次世界大戰期間德國空軍飛行王牌。
- 斯蒂芬·霍普·卡里爾，93歲，英國皇家海軍上將。
- 尹致暎，97歲，韓國政治家。
- A·C·克龙比，80歲，澳大利亞動物學家和科學史家。
- 尼爾·佛蘭克林，74歲，英格蘭足球運動員和經理。[30]
- 阿道夫·加蘭德，83歲，二戰期間德國空軍飛行王牌和將軍。[31]
- 傑拉爾德·薩沃里，86歲，英國劇作家和編劇，專門從事喜劇創作。[32]
- 戈登·D·謝里夫斯，82歲，美國作家。[33]
- 羅賓·斯蒂爾，34歲，美國女演員[34]

### 10日
- 喬塞特·布魯斯，76歲，波蘭裔法國小說家。[35]
- 比約恩-埃里克·霍耶爾，88歲，瑞典作家。
- 喬瓦尼·龐蒂羅，64歲，英國學者。[36]
- 克勞斯-迪特·西豪斯，53歲，東德足球運動員。[37]

### 11日
- 塞克拉·博森，85歲，丹麥電影女演員。
- 威廉·F·克拉克斯頓，81歲，美國電視導演和電視製片人。[38]
- 布萊恩·戴利，48歲，美國作家[39]
- 凱比·穆索科特瓦內，49歲，尚比亞政治家和總理。
- 誇倫蒂尼亞，62歲，巴西足球運動員[40]
- 菲爾·雷根，89歲，美國演員和歌手。[41]
- 阿米莉亞·羅塞利，65歲，義大利詩人[42]
- 格特魯德·索耶，100歲，美國建築師。
- 鮑勃·肖，64歲，北愛爾蘭科幻小說家和小說家[43]
- 皮埃爾·愛德華·利奧波德·韋爾熱，93歲，法國攝影師、人類學家和作家。[44]
- 奥勒·奥隆德，75歲，瑞典足球運動員和經理。[45]

### 12日
- 安德里亞·巴爾巴托，61歲，義大利記者、作家和政治家。
- 吉娜·法爾肯伯格，88歲，德國女演員。[46]
- 貝蒂·羅蘭，92歲，澳大利亞劇作家和小說家。[47]
- 歐內斯特·撒母爾斯，92歲，美國傳記作家和律師。[48]
- 司马辽太郎，72歲，日本作家。[49]

### 13日
- 艾大炎
- 马丁·鲍尔萨姆，76歲，美國演員[50]
- 斯科特·比奇，65歲，美國演員和唱片騎師。[51]
- 查理·康納利，74歲，美國橄欖球運動員。[52]
- 喬治·傑斐遜，85歲，美國撐桿跳運動員。[53]
- 利奧波德·朗格盧瓦，82歲，加拿大政治家。
- 辛西婭·麥格雷戈，31歲，美國網球運動員，死於神經性厭食症併發症。
- 布蘭科·馬里亞諾維奇，86歲，克羅埃西亞電影導演和編輯。
- 祖古烏金仁波切，76歲，藏傳佛教喇嘛。

### 14日
- 赖恩融
- 卡羅琳·布萊克伍德，64歲，英國作家和記者[54]
- 弗里茨·漢森，81歲，美籍加拿大橄欖球運動員。
- 伊娃·哈特，91歲，泰坦尼克號沉沒的英國倖存者，死於癌症。
- 吉德·賈斯帕斯，56歲，荷蘭電視製片人，死於結直腸癌。
- 切涅克·科特瑙爾，85歲，捷克-英國國際象棋大師。
- 亞歷杭德羅·德拉索塔·馬丁內斯，82歲，西班牙建築師。[55]
- 鮑勃·佩斯利，77歲，英格蘭足球運動員和經理[56]
- 弗朗西斯科·湯瑪斯·瓦連特，63歲，西班牙法學家、歷史學家和作家[57]
- 西爾維斯特·維奇，85歲，美國馴馬師。
- 馬克·文圖裡尼，35歲，美國演員

### 15日
- 盧西奧·阿戈斯蒂尼，82歲，義大利裔加拿大音樂家。[58]
- 瑪格麗特·考特尼，72歲，威爾士女演員。[59]
- 彼得·加德納，71歲，澳大利亞跨欄運動員。[60]
- 愛德華·馬德伊斯基，81歲，波蘭足球運動員。
- 湯米·雷蒂格，54歲，美國童星，資料庫程式員，作家。[61]
- 亨利·西蒙內特，64歲，比利時政治家。
- 麥克萊恩·史蒂文森，68歲，美國演員[62]
- 布魯諾·費倫茨·斯特勞布，82歲，匈牙利生物化學家。[63]

### 16日
- 羅伯托·艾森伯格，67歲，阿根廷畫家和雕塑家。[64]
- 羅傑·鮑恩，63歲，美國演員[65]
- 派特·布朗，90歲，美國律師和政治家，加利福尼亞州州長。[66]
- 尼古拉·卡蘭迪諾，90歲，羅馬尼亞作家。
- 埃莉諾·克拉克，82歲，美國作家。[67]
- 伯特·伊安諾，79歲，加拿大足球運動員。
- 米洛什·科佩基，73歲，捷克演員。[68]
- 布朗尼·麥吉，80歲，美國民謠藍調歌手和吉他手[69]
- 肯尼斯·羅賓遜，84歲，英國政治家。
- 恩斯特·韋伯，94歲，奧地利裔美國電氣工程師，微波技術先驅。[70]

### 17日
- 埃爾韋·巴贊，84歲，法國作家。[71]
- 格斯·哈丁，50歲，美國鄉村音樂歌手，死於車禍。
- 伊芙琳·萊伊，95歲，英國女演員[72]
- 蜜雪兒·巴勃羅，84歲，希臘托洛茨基主義領袖[73]
- 尼古拉·斯塔羅斯廷，93歲，蘇聯/俄羅斯足球運動員，莫斯科斯巴達克的創始人。

### 18日
- 瑪達維亞·克里希南，83歲，印度攝影師。
- 珍妮絲·勒布，93歲，美國電影導演、編劇、電影攝影師和電影製片人。[74]
- 約瑟夫·邁因拉德，82歲，奧地利演員[75]
- 愛德華·奧布萊恩，21歲，北愛爾蘭共和軍志願者，遇害。

### 19日
- 塞赫巴·阿赫塔爾，65歲，印度詩人和詞曲作者，心臟病發作而死。
- 布倫達·布魯斯，76歲，英國女演員。[76]
- 馬可·安東尼奧·坎波斯，76歲，墨西哥演員，死於主動脈瘤。
- 安東尼奧·克魯斯，71歲，西班牙摩托車賽車手和賽車手。
- 查爾斯·芬利，77歲，美國商人。[77]
- 道格拉斯·利文斯通，64歲，南非詩人。[78]
- 歐內斯特·曼寧，87歲，加拿大政治家。[79]
- 多蘿西·梅諾，85歲，美國歌手。[80]
- 格蘭特·索耶，77歲，美國政治家，內華達州州長。[81]

### 20日
- 所罗门·阿希，88歲，波蘭裔美國心理學家。[82]
- 查理·芬利，77歲，美國商人。
- 沃爾特·馬歇爾，63歲，英國同行和科學家。[83]
- 維克多·科諾瓦連科，57歲，蘇聯冰球運動員。[84]
- 馬里亞諾·維達爾·莫利納，70歲，阿根廷演員。
- 卡羅琳·莫裡斯，70歲，美國棒球運動員。
- 奧黛麗·芒森，104歲，美國藝術家的模特和電影女演員。[85]
- 傑弗里·奎爾，83歲，英國試飛員。
- 武滿徹，65歲，日本作曲家和作家[86]

### 21日
- 普里西拉·邦納，97歲，美國默片女演員。[87]
- 魯內·伯傑松，58歲，瑞典足球運動員。
- 漢斯-約阿希姆·布萊默曼，69歲，德裔美國數學家和生物物理學家，死於癌症。
- 伊索麗娜·卡里略，88歲，古巴音樂家。[88]
- 瓦哈格·達夫蒂安，73歲，亞美尼亞作家。
- 霍勒斯·倫納德·戈爾德，81歲，美國作家。[89]
- 莫頓·古爾德，82歲，美國作曲家、指揮家、編曲家和鋼琴家。[90]
- 奧古斯特·卡默，83歲，美國冰球運動員。
- 唐·拉茲，66歲，美國撐桿跳運動員。[91]

### 22日
- 喬治·克里斯托弗·阿奇博爾德，69歲，英國經濟學家和研究員。[92]
- 卡爾·布，77歲，瑞典政治家。
- 埃爾伍德·亨尼曼，81歲，美國神經生理學家。
- 尼爾·麥克德莫特，79歲，英國政治家。[93]

### 23日
- 侯賽因·卡邁勒·馬吉德，41歲，伊拉克將軍，政治家和叛逃者，遇害。
- 約瑟夫·W·巴爾，78歲，美國政治家。[94]
- 大衛·貝洛，67歲，美國傳播理論家。
- 威廉·波寧，49歲，美國連環殺手和性犯罪者，被稱為高速公路殺手，通過注射死刑身亡。
- 比吉特·布呂爾，68歲，丹麥女演員和歌手。
- 伊麗莎·塞加尼，84歲，義大利女演員。[95]
- 艾倫·道森，66歲，美國音樂家。[96]
- 多蘿西·阿維斯·哈蘭德，77歲，美國律師和政治家。
- 薩達姆·卡邁勒，35歲，伊拉克共和國衛隊負責人和叛逃者，被殺。
- 比利·洛思裡奇，54歲，美國橄欖球運動員[97]
- 赫尔穆特·舍恩，80歲，德國足球運動員和經理。[98]

### 24日
- 丁德隆
- 阿克拉姆·哈拉尼，84歲，敘利亞政治家。
- 章孝慈，54歲，臺灣學者和大學校長。
- 格雷姆·莫蘭，57歲，紐西蘭賽艇運動員。
- 卡爾洛·尼洛寧，73歲，芬蘭足球運動員和經理。[99]
- 詹姆斯·朗西曼·薩瑟蘭，95歲，英國文學家。[100]

### 25日
- 卡約·費爾南多·阿布魯，47歲，巴西作家，死於愛滋病相關併發症。
- 維赫比·科奇，94歲，土耳其商人和慈善家[101]
- 埃爾維·利西亞克，66歲，義大利女演員。
- 吳漢潤，55歲，柬埔寨裔美國醫生和演員[102]

### 26日
- 讓·布瓦塞利爾，83歲，法國考古學家和藝術史學家。[103]
- 安娜·拉裡娜，82歲，蘇聯/俄羅斯作家。
- 唐·奥利弗，58歲，紐西蘭舉重運動員和健身中心老闆[104]
- 第13代斯泰爾伯爵約翰·達爾林普爾，89歲，蘇格蘭阿爾
- 米奇斯瓦夫·魏因贝格，76歲，波蘭-蘇聯/俄羅斯作曲家。
- 卡洛斯·威爾遜，83歲，阿根廷足球運動員。

### 27日
- 格里特·伯克霍夫，94歲，荷蘭化學家，特溫特大學第一任校長。
- 弗朗索瓦·肖梅特，72歲，法國演員[105]
- 埃琳·克萊爾，91歲，美國女演員。[106]
- 勞里·康奈爾，50歲，澳大利亞商人和欺詐者。
- 莎拉·帕爾弗里·庫克，83歲，美國網球運動員[107]
- 肯尼思·格蘭維爾，45歲，美國連環殺手[108]
- 維克·雅諾維奇，66歲，美國橄欖球運動員[109]
- 羅伯特·庫納，92歲，法國真菌學家。[110]
- 第10代阿索爾公爵伊恩·默里，64歲，英國政治家。
- 帕特·斯迈思，67歲，英國馬術運動員。[111]
- 伊拉裡奧·讚尼諾，75歲，美國黑幫，派特里亞爾卡犯罪家族成員。

### 28日
- 丹尼爾·奇彭達，64歲，安哥拉政治家。
- 馬克西米連·魯貝爾，90歲，蘇法馬克思主義歷史學家。[112]
- 比爾·史密斯，61歲，美國撲克玩家。[113]
- 布魯諾·馮·弗雷塔格-洛林霍夫，83歲，德國哲學家、數學家和認識論學家。[114]
- 西爾維婭·威廉姆斯，60歲，美國博物館館長、策展人、藝術史學家和非洲藝術學者。[115]

### 29日
- 弗蘭克·丹尼爾，69歲，捷克導演和編劇[116]
- 韋斯·法雷爾，56歲，美國音樂家、詞曲作者和唱片製作人[117]
- 尤爾特·約翰·阿靈頓·哈納姆，85歲，加拿大商人、紐芬蘭省副州長。
- 沙姆斯·巴列維，78歲，巴列維王朝的伊朗王室成員，伊朗末代國王的姐姐，死於癌症。
- 辛克萊·羅斯，88歲，加拿大銀行家和作家[118]
- 拉爾夫·羅，71歲，美國棒球運動員和經理。[119]
- 溫妮弗雷德·C·斯坦利，86歲，美國政治家和律師。
- 克林特·瓦格，76歲，美國橄欖球運動員和籃球運動員。[120]
- 馬里奧·扎加里，82歲，義大利記者和政治家。[121]